# Caloplaca ahtii
Caloplaca ahtii är en lavart som beskrevs av Ulrik Søchting. Caloplaca ahtii ingår i släktet orangelavar, och familjen Teloschistaceae. Arten är reproducerande i Sverige.